# George Jones

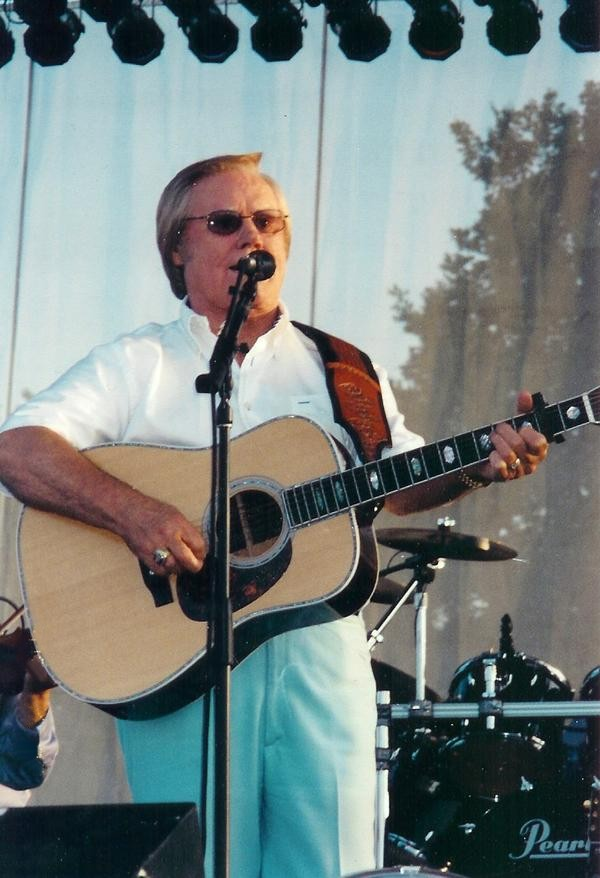
George Jones (2002)

George Glenn Jones (12 de septiembre de 1931 - 26 de abril de 2013) fue un cantante country estadounidense conocido por su larga lista de éxitos, distintiva voz y fraseos y su matrimonio con Tammy Wynette.
En los últimos 20 años fue conocido como "the greatest living country singer". El estudioso del country Bill C. Malone escribe: "Durante los dos o tres minutos consumidos por una canción, Jones se sumerge tan completamente en sus letras y en el estado de ánimo que transmite, que el oyente apenas puede evitar involucrarse de manera similar."
A través de su larga trayectoria, Jones creó multitud de titulares tanto por su afición a la bebida, como sus tormentosas relaciones con mujeres y las violentas peleas como por su prolífica grabación de discos y carrera de giras. Su modo de vida, salvaje, le llevó a perder muchas actuaciones ganándose a pulso el sobrenombre de "No Show Jones". Con la ayuda de su cuarta esposa, Nancy, consiguió mantenerse apartado de la bebida durante varios años. Consiguió más de 150 hits tanto solo como en duetos con otros artistas. La línea de su nariz y los gestos y marcas faciales le valieron también el sobrenombre de "The Possum" ("La Zarigüeya"). Jones solía decir en sus entrevistas que había elegido hacer "tan sólo" 60 conciertos al año.

## Vida y carrera

### Primeros años (1931-1953)
George Glenn Jones nació el 12 de septiembre de 1931 en Saratoga, Texas, y se crio con un hermano y cinco hermanas en Colmesneil, Texas, en la región de Big Thicket del sureste de Texas. Su padre, George Washington Jones, trabajaba en un astillero y tocaba la armónica y la guitarra; su madre, Clara (de soltera Patterson), tocaba el piano en la iglesia pentecostal los domingos. Cuando Jones nació, uno de los médicos lo dejó caer y le rompió el brazo. Escuchó música country por primera vez a los siete años, cuando sus padres compraron una radio. Jones recordó a Billboard en 2006 que se acostaba en la cama con sus padres los sábados por la noche escuchando el Grand Ole Opry', e insistía en que su madre le despertara si se quedaba dormido para poder oír a Roy Acuff o Bill Monroe. 
En su autobiografía I Lived To Tell It All, Jones recordaba que la temprana muerte de su hermana Ethel agravó los problemas de alcoholismo de su padre, lo que le llevó a maltratar física y emocionalmente a su mujer e hijos. En su biografía George Jones: The Life and Times of a Honky Tonk Legend, Bob Allen cuenta cómo George Washington Jones volvía a casa borracho en mitad de la noche con sus compinches, despertaba a su aterrorizado hijo y le exigía que cantara para ellos o se enfrentaría a una paliza. En un episodio del programa Inside Fame dedicado a la vida de Jones, el historiador de la música country Robert K. Oermann dijo: "Se podría pensar que eso le convertiría en un mal cantante, porque se le impuso de forma abusiva. Pero ocurrió lo contrario; se convirtió en... alguien que tenía que cantar".  En el mismo programa, Jones admitió que siguió siendo ambivalente y resentido con su padre hasta el día de su muerte. Observó en su autobiografía: "A la familia Jones no le sienta bien el licor... Papá era un bebedor poco habitual. Bebía en exceso, pero nunca mientras trabajaba, y probablemente era el hombre más trabajador que he conocido". Su padre le compró su primera guitarra a los nueve años y aprendió sus primeros acordes y canciones en la iglesia. Varias fotografías muestran a un joven George tocando en las calles de Beaumont.

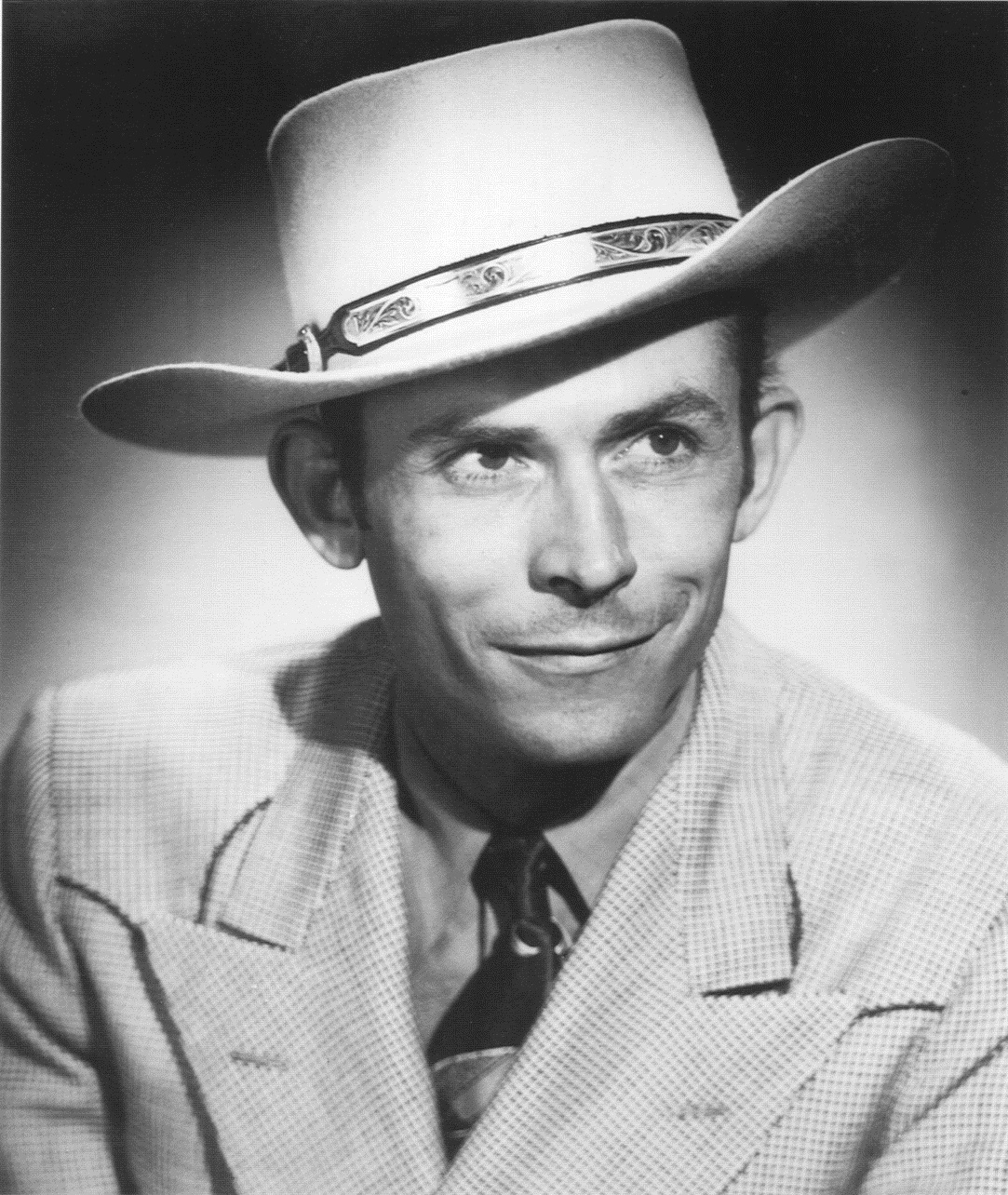
Hank Williams, la mayor influencia musical de Jones

Dejó su casa a los 16 años y se fue a Jasper (Texas), donde cantó y tocó en la emisora de radio KTXJ con su compañero Dalton Henderson. Se trasladó a la emisora de radio KRIC, y durante un programa vespertino conoció a su ídolo, Hank Williams ("Me quedé mirando", escribió más tarde). En el vídeo documental de 1989 Same Ole Me, Jones admitió: "No podía pensar ni comer nada a menos que fuera Hank Williams, y no podía esperar a que saliera su próximo disco. Tenía que ser, de verdad, el más grande".  Se casó con su primera esposa Dorothy Bonvillion en 1950; se divorciaron en 1951. Se alistó en el Cuerpo de Marines de los Estados Unidos y hasta su licenciamiento en 1953 estuvo destinado en San José, California. 

### Primeras grabaciones (1954-1957)
Jones se casó con Shirley Ann Corley en 1954. Su primer disco, "No Money in This Deal", de su propia autoría, se grabó el 19 de enero y salió a la venta en febrero en Starday Records. Esto inició la asociación de Jones con el productor y mentor H.W. "Pappy" Daily. La canción se grabó en el salón del cofundador de Starday Records, Jack Starnes, que la produjo. Por aquel entonces, Jones también trabajaba en la emisora KTRM (ahora KZZB) de Beaumont. El pinchadiscos Gordon Baxter dijo a Nick Tosches que Jones había adquirido el apodo de "zarigüeya" mientras trabajaba allí. Durante sus primeras sesiones de grabación, Daily amonestó a Jones por intentar sonar demasiado como sus héroes Hank Williams y Lefty Frizzell. En 1996 Jones recordó a NPR que la calidad de la producción en Starday era mala. "El sonido era terrible. Grabamos en un pequeño salón de una casa en una autopista cerca de Beaumont. Se oían los camiones. Tuvimos que parar muchas veces porque no estaba insonorizada, eran sólo cajas de huevos clavadas en la pared y los viejos y grandes camiones semirremolque pasaban y hacían mucho ruido y teníamos que volver a empezar." El primer éxito de Jones llegó con "Why Baby Why" en 1955, y ese año, mientras estaba de gira como miembro del elenco del Louisiana Hayride, Jones conoció y actuó con Elvis Presley y Johnny Cash. En 1994, Jones dijo a Nick Tosches que Presley "se quedaba más o menos con sus amigos a su alrededor en el camerino". Jones siguió siendo amigo de Johnny Cash toda la vida, y fue invitado a cantar en el Grand Ole Opry en 1956.
Con la explosión de popularidad de Presley en 1956, se presionó a Jones para que grabara algunos temas de rockabilly. Aceptó a regañadientes, pero su corazón no estaba en ello y no tardó en arrepentirse de su decisión. Más tarde bromeó en su autobiografía: "Cuando me he encontrado con esos discos, los he usado como frisbees".  Dijo a Billboard en 2006: "Estaba desesperado. Cuando tienes hambre, un hombre pobre con una casa llena de niños, vas a hacer algunas cosas que normalmente no harías. Me dije: 'Bueno, demonios, probaré cualquier cosa una vez'.  Probé 'Dadgum It How Come It' y 'Rock It', un montón de mierda. No quería mi nombre en el rock and roll, así que les dije que pusieran Thumper Jones y si hacía algo, bien, si no, diablos, no quería que me avergonzaran con ello". Intentó sin éxito comprar todos los másteres para evitar que los cortes salieran a la luz más tarde, cosa que ocurrió.
Jones se trasladó a Mercury en 1957, se asoció con la cantante Jeannette Hicks, la primera de varias parejas a dúo que tendría a lo largo de los años, y tuvo otro sencillo en el top-10 con "Yearning". Ese año, Starday Records se fusionó con Mercury, y Jones obtuvo una alta calificación en las listas con su debut en Mercury, "Don't Stop the Music". Aunque estaba atrayendo mucha atención y sus sencillos estaban alcanzando posiciones muy respetables en las listas de éxitos, seguía recorriendo las carreteras en un Packard de los años 40 con su nombre y número de teléfono en el lateral, actuando en el circuito de "cubos de sangre" de los honky-tonks que salpicaban la campiña rural.

### Éxito comercial (1959-1964)

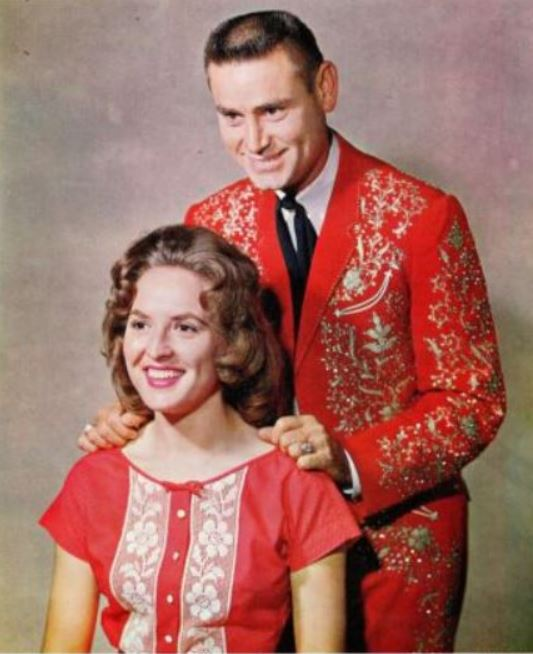
George Jones y Melba Montgomery

Una de las compañeras de dúo de George Jones fue Melba Montgomery. En la década de 1960, grabaron una serie de duetos como "We Must Have Been Out of Our Minds".
En 1959, Jones obtuvo su primer número uno en la lista Billboard de country con "White Lightnin'", que tenía un sonido rock and roll más auténtico que sus cortes rockabilly de medio pelo.
Jones tuvo un temprano éxito como compositor. Escribió o coescribió muchos de sus mayores éxitos durante este período, varios de los cuales se convirtieron en estándares, como "Window Up Above" (más tarde un éxito para Mickey Gilley en 1975) y "Seasons of My Heart" (un éxito para Johnny Cash, y también grabado por Willie Nelson y Jerry Lee Lewis). Jones escribió "Just One More" (también grabada por Cash), "Life To Go" (un éxito entre los cinco primeros para Stonewall Jackson en 1959), "You Gotta Be My Baby y "Don't Stop The Music", y participó en la composición de "Color of the Blues" (versionada por Loretta Lynn y Elvis Costello), "Tender Years" y "Tall, Tall Trees" (coescrita con Roger Miller). El colaborador más frecuente de Jones en la composición de canciones fue su amigo de la infancia Darrell Edwards.
Jones firmó con United Artists en 1962, e inmediatamente consiguió uno de los mayores éxitos de su carrera, "She Thinks I Still Care". Su voz se había vuelto más grave durante este periodo, y empezó a cultivar su propio estilo de canto. Durante su etapa con UA, Jones grabó álbumes de canciones de Hank Williams y Bob Wills, y grabó un álbum de duetos con Melba Montgomery, incluyendo el éxito "We Must Have Been Out of Our Minds". Jones también se estaba ganando una reputación de "hell-raiser". En su homenaje en Rolling Stone, Merle Haggard recordaba:
Le conocí en el Blackboard Café de Bakersfield, California, que era el lugar de moda en el 61. Ya era famoso por no aparecer o por aparecer borracho, y apareció borracho. Yo estaba en el escenario - creo que estaba cantando 'Devil Woman' de Marty Robbins - y él abrió las puertas de la oficina de una patada y dijo '¿Quién coño es ese?'.  Fue uno de los mayores cumplidos de toda mi vida cuando George Jones dijo que yo era su cantante country favorito... En 1967, lancé una balada titulada "I Threw Away The Rose" y quedó tan impresionado que abandonó su gira, alquiló un Lear Jet y vino a Amarillo, Texas. Me dijo que mi nota baja cambió su vida. " 

## Esposas
- Dorothy Bonvillion (1950 - 1951) (divorcio) 1 hija
- Shirley Ann Corley (1954 - 1968) (divorcio) 2 hijos
- Tammy Wynette (1969 - 1975) (divorcio) 1 hija
- Nancy Sepulvado (1983 - 2013)

## Premios y galardones
Jones recibió muchos premios durante su carrera, desde "Most Promising New Country Vocalist" en 1956, entrando en el Country Music Hall of Fame en 1992 y en el Kennedy Center Honoree en 2008.
Formó parte, en 2008, del jurado del octavo concurso de Independent Music Awards en apoyo a las carreras de artistas independientes.

## Números Uno
1. "White Lightning" (1959)
2. "Tender Years" (1961)
3. "She Thinks I Still Care" (1962)
4. "Walk Through This World With Me" (1967)
5. "We're Gonna Hold On" (con Tammy Wynette) (1973)
6. "The Grand Tour" (1974)
7. "The Door" (1975)
8. "Golden Ring" (con Tammy Wynette) (1976)
9. "Near You" (con Tammy Wynette) (1977)
10. "He Stopped Loving Her Today" (1980)
11. "(I Was Country) When Country Wasn't Cool" (con Barbara Mandrell) (1981)
12. "Still Doin' Time" (1981)
13. "Yesterday's Wine" (con Merle Haggard) (1982)
14. "I Always Get Lucky With You" (1983)

## Discografía
- George Jones discography

## Influencia más allá de la música country
A diferencia de algunos de sus contemporáneos, Jones estuvo apegado concienzudamente a la música country. Nunca llegó a los 40 primeros puestos de la lista Billboard Hot 100 y casi nunca sonó su música en las principales emisoras de música popular durante su carrera, pero, irónicamente, sin ni siquiera intentarlo, la lealtad descarada de Jones a los arreglos estrictamente country atrajo la admiración de músicos y compositores de una amplia gama de géneros. En un homenaje citado a menudo, Frank Sinatra llamó a Jones "el segundo mejor cantante de Estados Unidos". En una entrevista en Rolling Stone en 1969, le preguntaron a Bob Dylan cuál creía que era la mejor canción publicada el año anterior, y él respondió: "George Jones tenía una llamada 'Small Time Laboring Man'", y en su autobiografía Chronicles, Dylan afirma que a principios de los 60, lo que oía en la radio no le impresionaba en absoluto, y admite: "Aparte quizá de George Jones, tampoco escuchaba música country". Gram Parsons, pionero del country rock, era un ferviente admirador de George Jones y versionó la canción de éste "That's All It Took" en su primer álbum en solitario. En el documental Gram Parsons: Fallen Angel, la famosa groupie de rock Pamela Des Barres recuerda haber visto a Parsons cantando la canción de Jones "She Once Lived Here" en un Whiskey A Go Go vacío de Los Ángeles: "Fue mi momento cumbre, no sentada en el amplificador de Jimmy Page... ése fue mi momento cumbre". Parsons reavivó el interés de Keith Richards por la música country a principios de los 70 y, tras la muerte de Jones en 2013, el guitarrista escribió: "Poseía la voz más conmovedora, las formas más expresivas de proyectar ese hermoso instrumento de todos los que puedo recordar. Se oía su corazón en cada nota que cantaba". Richards grabó "Say It's Not You" con Jones para The Bradley Barn Sessions en 1994, y recuerda en su autobiografía haberle oído cantar por primera vez cuando los Rolling Stones y Jones estaban en el mismo programa en Texas en 1964: "Llegaron con plantas rodadoras siguiéndoles, como si fueran sus mascotas. Polvo por todas partes, un montón de vaqueros, pero cuando George se levantó, dijimos whoa, hay un maestro ahí arriba". En el documental The History of Rock 'N' Roll, Mick Jagger también cita a Jones como uno de sus cantantes country favoritos.
John Prine menciona a Jones en su canción "Jesus the Missing Years" y en "Knockin' on Your Screen Door". Elvis Costello, admirador de Jones, tuvo un éxito sorpresa en el Reino Unido cuando versionó "A Good Year for the Roses" en 1981. Elliott Smith explicó a un entrevistador su idea del cielo: "George Jones estaría cantando todo el tiempo. Sería como Nueva York al revés: la gente sería amable entre sí sin motivo alguno, y olería bien". En una entrevista de 2001 con Mark Binelli, de Rolling Stone, Leonard Cohen preguntó: "¿Has escuchado el último disco de George Jones, Cold Hard Truth? Me encanta oír a un viejo exponer su situación. Tiene la mejor voz de América". El día que Jones murió, Cohen interpretó "Choices" en el escenario de Winnipeg (Canadá) como homenaje a la leyenda del country. En 2013, Robbie Robertson dijo a Uncut: "Era el Ray Charles de la música country: el que podía hacerte llorar con su voz... No escuchábamos música country, los chicos de The Band, pero escuchábamos a George Jones..." Robert Plant le dijo a Michael Bonner de Uncut en 2014: "Ahora tengo que escuchar a George Jones una vez al día. Un cantante increíble. Qué cantante". James Taylor, que escribió "Bartender's Blues" pensando en Jones y cantó de fondo con él en la grabación, dijo a Rolling Stone: "Suena como una guitarra de acero. Es la forma en que mezcla las notas, la forma en que llega a ellas, la forma en que hace crescendos y decrescendos. Su dinámica es muy ajustada y muy controlada: es como tallar con la voz". Otros artistas dispares que grabaron con Jones son Dennis Locorriere y Ray Sawyer de Dr. Hook, Mark Knopfler, The Staple Singers, Leon Russell, B.B King, Blackberry Smoke, The Grateful Dead y Linda Ronstadt. En 1995, Burt Reynolds escribió: "Es a la música country lo que Spencer Tracy al cine".

## Citas
I got into the car and drove to the nearest bar 10 miles away.

When I pulled into the parking lot there sat our rider-mower right by the entrance. He'd driven that mower right down a main highway. He looked up and saw me and said, `Well, fellas, here she is now. My little wife, I told you she'd come after me.'